# Trichorthosia clarcana
Trichorthosia clarcana là một loài bướm đêm trong họ Noctuidae.